# Крапля життя (срібна монета)
«Крапля життя» — срібна пам'ятна монета номіналом 10 гривень, випущена Національним банком України, присвячена донорству крові.
Монету введено в обіг 14 червня 2024 року разом із монетою «Крапля життя» номіналом 5 грн з нейзільберу. Вони належать до серії «Інші монети».

## Опис монети та характеристики
| Номінал грн. | Метал  | Маса, г | Діаметр, мм | Якість виготовлення       | Гурт                           | Тираж, штук |
| ------------ | ------ | ------- | ----------- | ------------------------- | ------------------------------ | ----------- |
| 10           | срібло | 31.1    | 38.6        | спеціальний анциркулейтед | гладкий із заглибленим написом | 5 000       |

### Аверс
На аверсі монети в центрі зображено об'ємну краплю крові, яку оточують схематичні фігури людей, з'єднаних рукостисканнями як образ рятування життя. Від кожної фігури до центру кола рухаються стилізовані краплі крові як символ особистого внеску в донорство. Угорі по центру розміщено Державний Герб України, унизу під композицією розміщено напис «УКРАЇНА», а номінал «10» та графічний символ гривні розташовані унизу праворуч. Рік карбування — 20/24 розміщено унизу ліворуч від фігур.

### Реверс

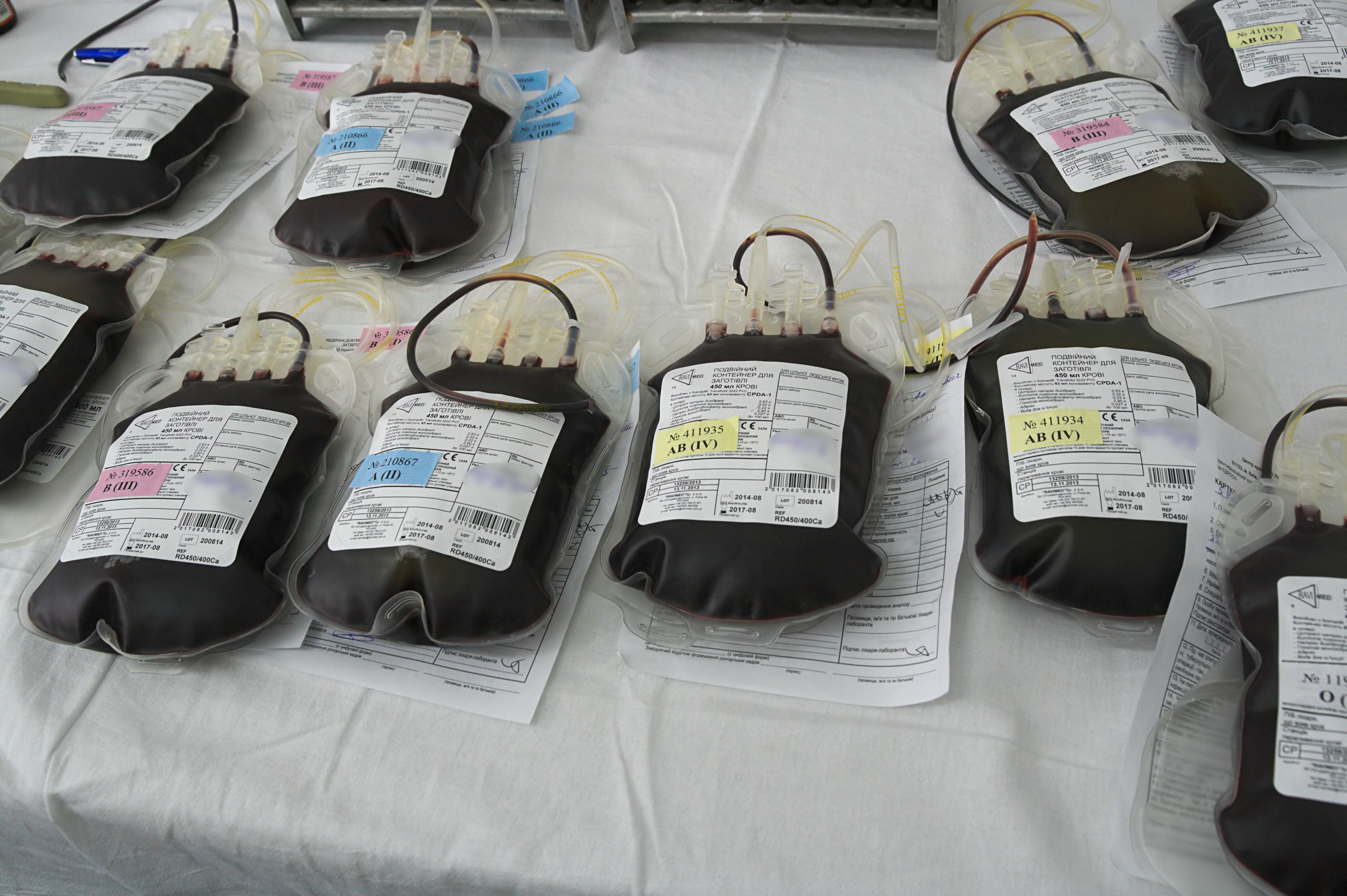
Контейнери з донорською кров'ю

На реверсі монети на дзеркальному тлі праворуч розташований напис «ЖИТТЯ», який стилізовано під систему для переливання крові з голкою, як елемент, який символізує процес забезпечення кров'ю судин, що зображені внизу ліворуч. Стилізована крапля та напис «життя» поєднуються в назву монети — «Крапля життя». Фактура матового тла, на якому розміщені всі ці елементи, символізує велику потребу в донорстві в умовах війни.

## Автори
- Художник — Куц Марина.

## Вартість монети
Фактична приблизна вартість монети, з роками змінювалася так:
| Рік        | 2025  | 2026 | 2027 |
| ---------- | ----- | ---- | ---- |
| Ціна, грн. | 3 500 |      |      |